# Copa del Mundo de Gimnasia Artística

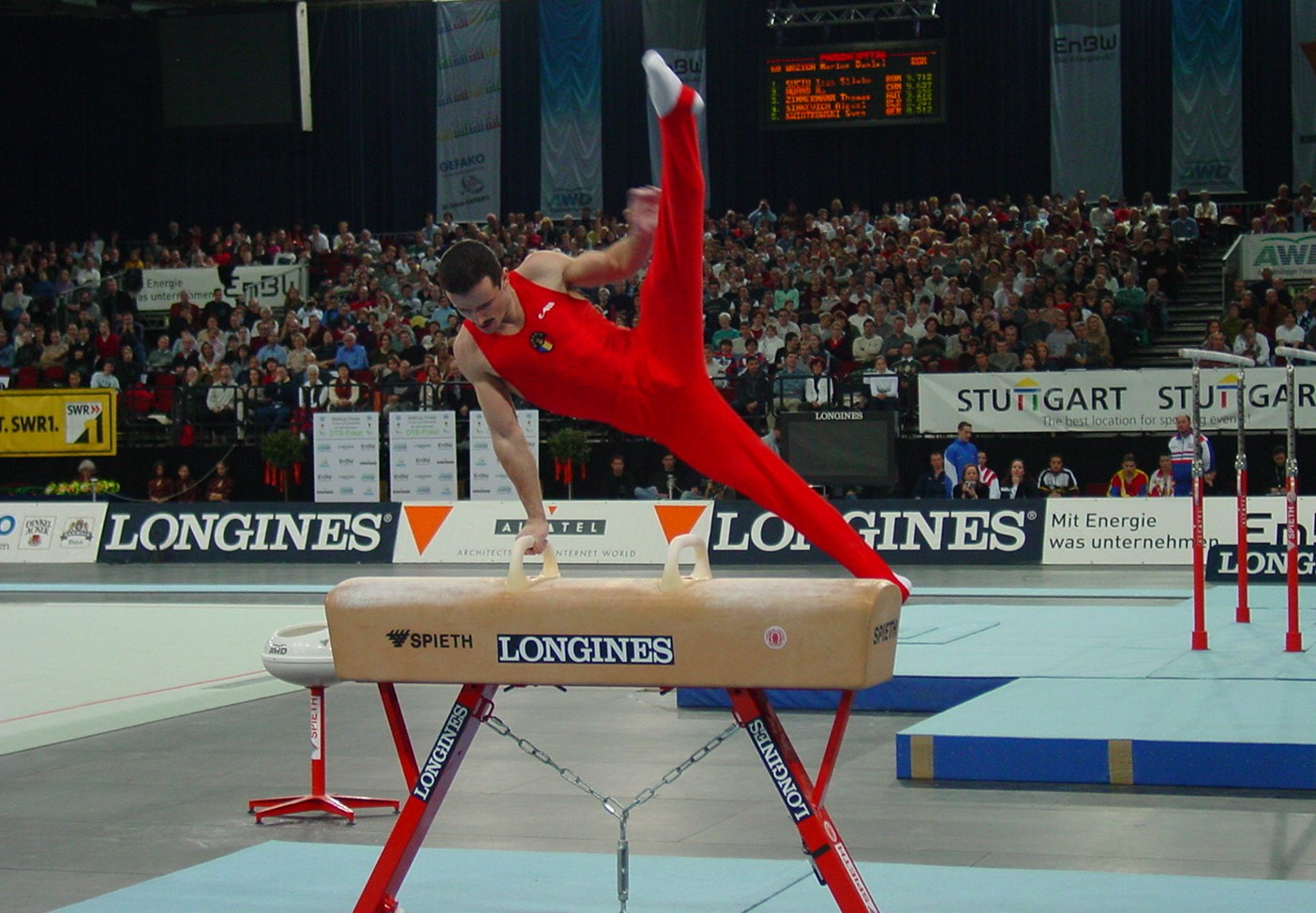
El gimnasta rumano Marius Urzică en la Final de la Copa del Mundo en Stuttgart (2002).

La Copa del Mundo de Gimnasia Artística es una competición organizada por la Federación Internacional de Gimnasia.
Comenzó en 1975, con una sola prueba al año que acogió tanto competición general como por aparatos. En 1990 el ciclo del Campeonato Mundial cambió, cesando la competición durante unos años. En 1997 la FIG decidió establecer un calendario consistente y la competición pasó a realizarse en varias pruebas distribuidas a lo largo de la temporada, con una final realizada cada 2 años, donde se disputaban concursos únicamente por aparatos. El Consejo de la FIG, reunido en mayo de 2008 en Ciudad del Cabo (Sudáfrica), acabó con la Final de la Copa del Mundo en todas sus disciplinas a partir de enero de 2009.
Desde 2009, la final se sustituyó por una clasificación anual donde se recogían las puntuaciones generales y por cada aparato, obtenidas en cada una de las pruebas de la Copa del Mundo a lo largo del año. Quien finalizaba líder al término de la temporada, resultaba ganador de la Copa del Mundo de Gimnasia Artística . En 2013 la competición por aparatos pasó a llamarse Copa del Mundo Challenge y la general se siguió manteniendo con el nombre de Copa del Mundo. 

## Finales de la Copa del Mundo

### Competición general
- 1975 - Lóndres, Reino Unido
- 1977 - Oviedo, España
- 1978 - Sao Paulo, Brasil
- 1979 - Tokio, Japón
- 1980 - Toronto, Canadá
- 1982 - Zagreb, Yugoslavia
- 1986 - Beijing, China
- 1990 - Bruselas, Bélgica

### Competición por aparatos
- 1998 - Sabae, Japón
- 2000 - Glasgow, Reino Unido
- 2002 - Stuttgart, Alemania
- 2004 - Birmingham, Reino Unido
- 2006 - Sao Paulo, Brasil
- 2008 - Madrid, España